# 블루 피카르디 스패니얼

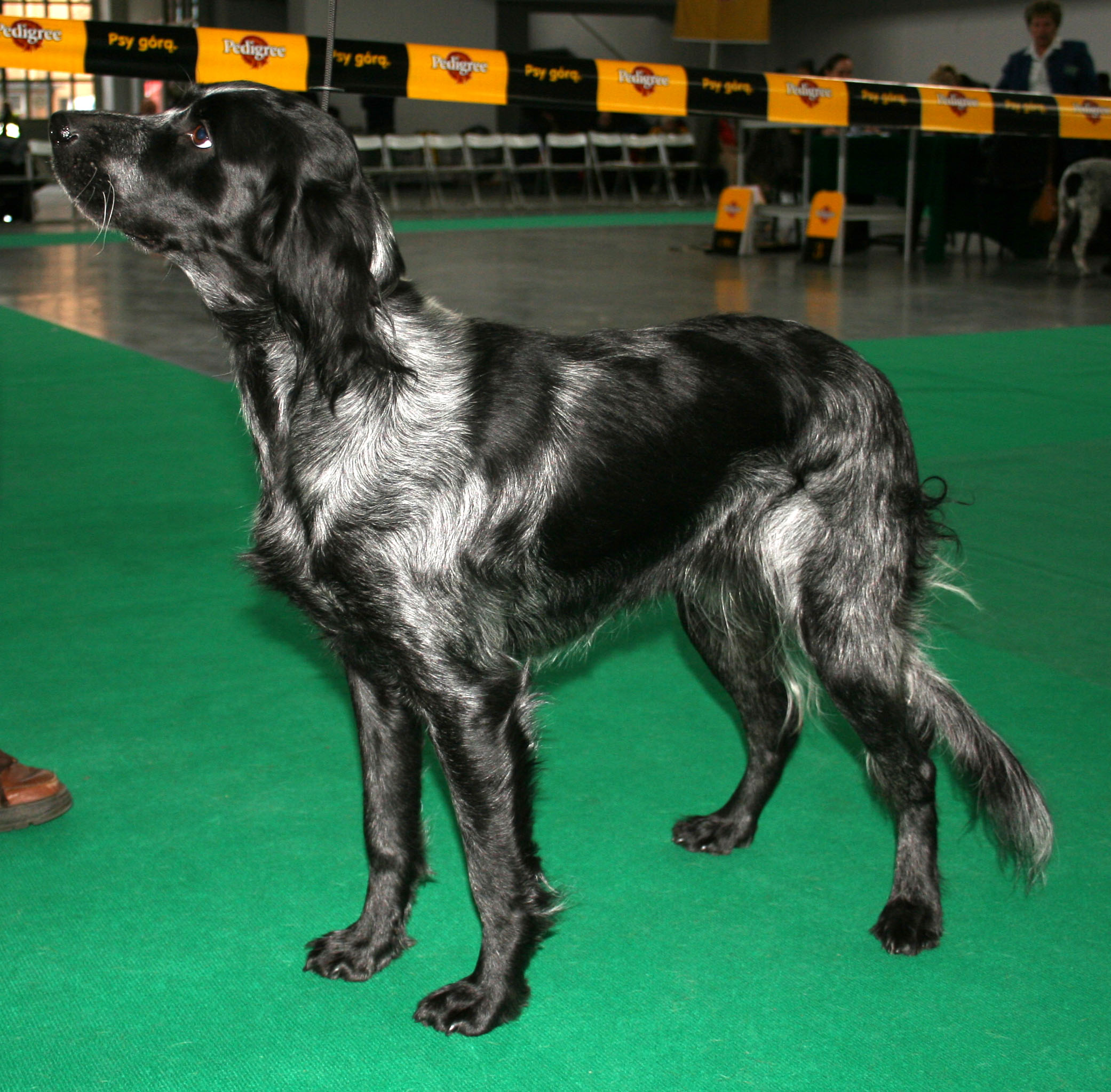

블루 피카르디 스패니얼(Blue Picardy Spaniel 또는 Épagneul Bleu de Picardie)은 20세기 초 프랑스 솜강 하구 주변 지역에서 유래한 스패니얼의 품종이다. 피카디 스패니얼과 잉글리시 세터의 후손으로, 체력 때문에 많은 운동이 필요한 조용한 품종으로 묘사된다. 특히 아이들에게 좋다. 피카디 스패니얼과 유사하며 독특한 색상의 털을 가지고 있다. 소수의 개 사육장 협회에서만 인정받는 이 품종은 프랑스와 캐나다에서 주로 알려져 있다.

## 모습
블루 피카디 스패니얼의 평균 체고는 약 56~61cm(22~24인치)이고 무게는 20~20kg(43~45파운드)이다. 털은 얼룩덜룩한 회색 검정색으로 푸른빛을 띠며 약간의 검은색 패치가 있다. 털은 편평하거나 약간 물결 모양이며 귀, 다리, 밑면 및 꼬리에 깃털이 있다. 강한 근육질의 다리를 가지고 있다.
길고 넓은 주둥이를 가지고 있으며, 두꺼운 귀는 대개 주둥이 끝 부분에서 끝나는 부드러운 털로 덮여 있다. 가슴은 팔꿈치와 같은 높이까지 내려오는 중간 크기이다. 앞부분과 뒷부분 모두 근육이 잘 발달되어 있다. 꼬리는 일반적으로 비절 너머로 확장되지 않으며 일반적으로 직선이다.
이 품종은 두 품종의 최근 역사로 인해 피카디 스패니얼과 많은 유사점을 가지고 있다. 블루 스패니얼은 털 색깔이 뚜렷이 다를 뿐만 아니라 더 부드러운 것으로 묘사된다. 피카르디는 갈색 털을 가지고 있는 반면, 블루 피카르디는 검정색과 회색 털을 가지고 있는데, 이는 잉글리쉬 세터의 혈통을 도입함으로써 이 품종에 도입되었다. 두 가지 다른 품종 표준의 밀접한 유사성으로 인해 현대에서도 유사하다.